# Eranthemum roseum
Eranthemum roseum là một loài thực vật có hoa trong họ Ô rô. Loài này được (Vahl) R.Br. mô tả khoa học đầu tiên năm 1810.